# 乌东路街道
乌东路街道，是中华人民共和国新疆维吾尔自治区伊犁哈萨克自治州奎屯市下辖的一个乡镇级行政单位。

## 行政区划
乌东路街道下辖以下地区：
东绣苑社区、东旭苑社区、乌尔迈克社区、湖兰布拉克社区、东轩苑社区、东亭苑社区、苏瓦特社区和火车东站社区。